# 直観主義 (数学の哲学)
数学の哲学において、直観主義（ちょっかんしゅぎ、英: Intuitionism）とは、数学の基礎を数学者の直観におく立場のことを指す。

## 来歴と評価
これに類する主張は、カントールの集合論に対抗する形でクロネッカーやポアンカレによってもなされていたが、最も明確に表明したのはオランダの位相幾何学者ブラウワーである。ブラウワーの立場に対してポアンカレらの立場は前直観主義と言われることがある。ブラウワーは、数学的概念とは数学者の精神の産物であり、その存在はその構成によって示されるべきだという立場から、無限集合において背理法によって非存在の矛盾から存在を示す証明を認めなかった。それゆえ、無限集合において「排中律」、すなわちある命題は真であるか偽であるかのどちらかであるという推論法則を捨てるべきだと主張し、ヒルベルトとの間に有名な論争を引き起こした。
ヒルベルトの形式主義は、直接的にはブラウワーからの批判的主張に対し排中律を守り、数学の無矛盾性を示すためのものと考えることができる。
ブラウワーの主張は感覚的で分かりにくかったが、その後ハイティング等によって整備され、結果的には古典論理から排中律を除いた形で形式化されたものが今日、直観主義論理として受け入れられている。
現代では直観主義論理は、数学の証明は全て構成的に為されなければならないという主張（数学的構成主義）と関連が深いと考えられている。
直観主義論理に基づく数学によって得られる成果は、古典論理に基づく数学に比べて制限されたものにならざるを得ない。具体的には、ab = 0 から a = 0 または b = 0 を直接結論することはできない。なぜなら、直観主義においては、「a = 0 または b = 0」が証明できるというのは、「a = 0」が証明できるか、または「b = 0」が証明できることを意味するからである。また、ワイエルシュトラスによる実数体の任意の有界な部分集合は上限を持つという定理が証明できない。
しかし、直観主義は単なる思想としてだけではなく、数学基礎論や計算機科学に様々な影響を与えている。

## 逸話
ブラウワーは「AであるかAでないかが分からない場合もある」を説明する例として、「円周率の無限小数の中に0が100個続く部分があるかどうか分からない」というものをあげていた。
ある学会でブラウワーがこの話をしたとき、「しかし神なら100個続く部分があるかどうか分かるのでは？」という質問を受けたが、ブラウワーはそれに対し「残念ながら我々は神と交信する方法を知りません」と答えた。

## 関連文献
日本語のオープンアクセス文献
- 前原昭二 「側面より見た直観主義の立場」 科学基礎論研究 Vol.2, No.1 (1955) pp.201-209 doi:10.4288/kisoron1954.2.201